# Deutscher Rat für Public Relations

Logo

Der Deutsche Rat für Public Relations (DRPR) ist ein eingetragener Verein und nach eigenen Angaben ein Organ der freiwilligen Selbstkontrolle der in Deutschland tätigen PR-Fachleute. 

## Geschichte
Der Rat wurde im Mai 1987 gegründet und wird von der Deutschen Public Relations Gesellschaft, der Gesellschaft Public Relations Agenturen sowie dem Bundesverband der Kommunikatoren getragen. Die Beteiligung der Deutschen Gesellschaft für Politikberatung endete im Oktober 2017 im Streit.
Der Rat sieht es als seinen Auftrag an, kommunikatives Fehlverhalten gegenüber der Öffentlichkeit zu ahnden und vergleicht sich in dieser Hinsicht mit dem Deutschen Presserat und dem Deutschen Werberat. Entscheidungsmaßstab seiner Arbeit ist der PR-Verhaltenskodex „Code de Lisbonne“.
Der Vorsitzende war von Mai 2012 bis Ende 2017 Günter Bentele. Zum 1. Januar 2018 wurde Lars Rademacher einstimmig als Nachfolger gewählt.
Aufgrund eines Beschlusses von Mai 2019 hatte der DRPR gegenüber Wikipedia Deutschland eine Mahnung wegen unzureichender Transparenz hinsichtlich bezahlter Autorentätigkeit ausgesprochen. Da bis zum Frühjahr 2020 keine Änderung der Richtlinien zur Kennzeichnung bei deutschsprachigen Wikipedia-Einträgen erfolgte, erteilte der DRPR Wikipedia dann im April 2020 wie angekündigt eine Rüge. Hintergrund sind divergierende Transparenzprinzipien: Wikipedia gesteht den Autoren zunächst völlige Freiheit zu, ermöglicht aber im Nachhinein eine Korrektur von Artikeln durch die „Community“ und sieht die Absenderkennung unter anderem über Autorenprofile und Diskussionsseiten als gegeben an. Für den DRPR muss die Transparenz der Absenderkennung demgegenüber im Voraus hergestellt werden und ist dann gegeben, wenn Autoren in unmittelbarer Nähe eines Artikels und auf den ersten Blick erkennbar sind.